# Muldraugh
Muldraugh – miasto w Stanach Zjednoczonych, w stanie Kentucky, w hrabstwie Hardin.